# Sistema de ligas de fútbol de los Estados Unidos

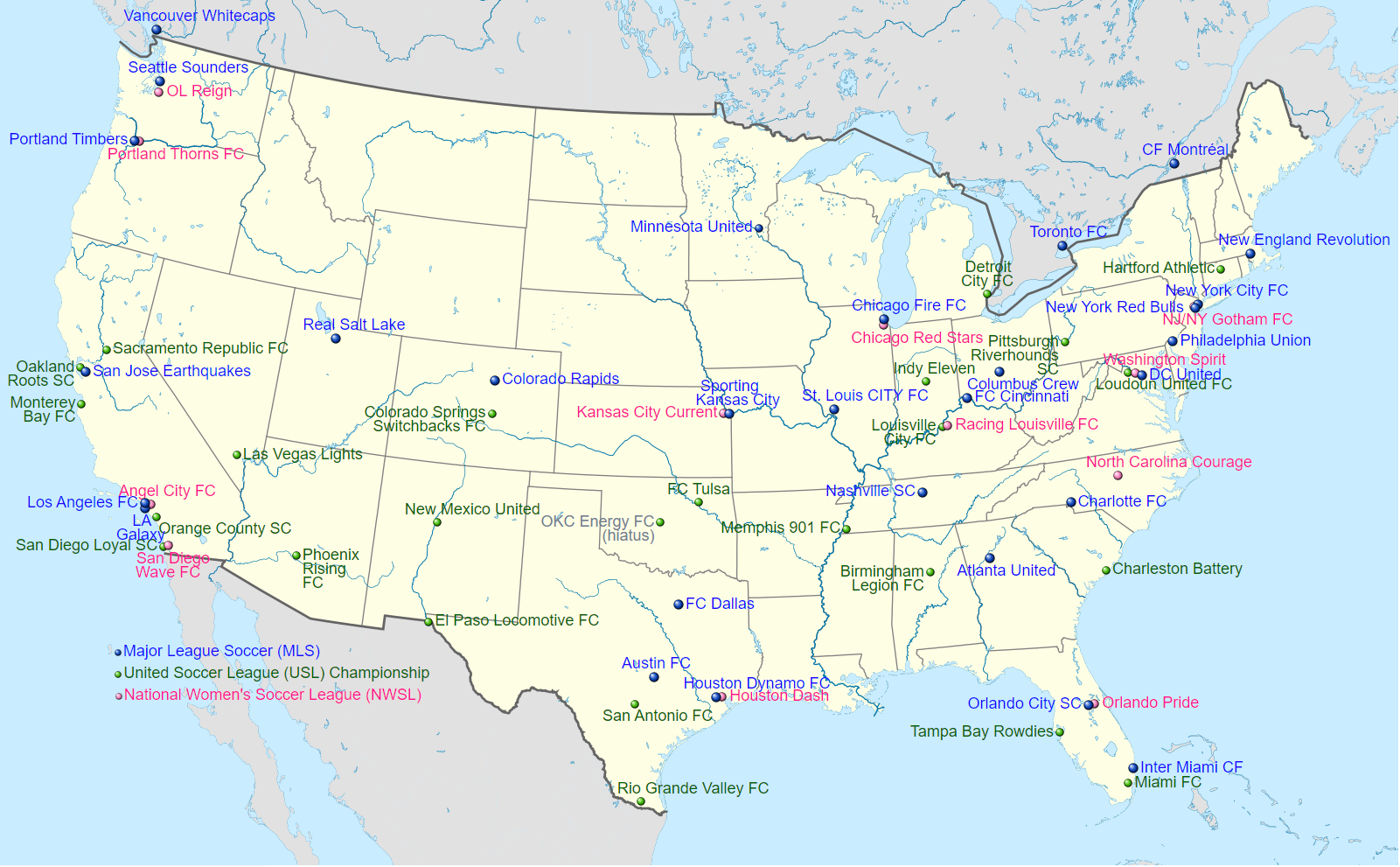
Clubes de fútbol de la División I y II de USSF de los Estados Unidos y Canadá (2023)

El sistema de ligas de fútbol de los Estados Unidos es el sistema de competiciones entre clubes de fútbol profesional, semiprofesional y amateur en los Estados Unidos. Se trata de ligas cerradas, donde no hay ascensos ni descensos y, por lo tanto, no tienen relación directa entre ellas. La consideración de cada liga como liga principal o secundaria viene dada por la importancia de su seguimiento a nivel de público o movimiento económico.
Aunque las ligas que conforman el sistema están compuestas en su gran mayoría por clubes estadounidenses, varias ligas de los niveles más altos también tienen como miembros a equipos de Canadá y/o Puerto Rico.
Cada liga en específico es organizada por su ente rector particular.

## Masculino
Las ligas profesionales de fútbol en Estados Unidos son categorizadas en divisiones.

### Profesionales
| División      | Copa y Ligas Profesionales | Copa y Ligas Profesionales |
| ------------- | --- | --- |
| Copa Nacional | Lamar Hunt U.S. Open Cup Los equipos de todas las ligas asociadas a la Federación de Fútbol de los Estados Unidos.              | Lamar Hunt U.S. Open Cup Los equipos de todas las ligas asociadas a la Federación de Fútbol de los Estados Unidos.              |
| División 1    | Major League Soccer (MLS) (30 equipos incluidos 3 de Canadá)                                                                    | Major League Soccer (MLS) (30 equipos incluidos 3 de Canadá)                                                                    |
| División 2    | USL Championship (USLC) (24 equipos)                                                                                            | USL Championship (USLC) (24 equipos)                                                                                            |
| División 3    | National Independent Soccer Association (NISA) (8 equipos) USL League One (USL1) (14 equipos) MLS Next Pro (MLSNP) (29 equipos) | National Independent Soccer Association (NISA) (8 equipos) USL League One (USL1) (14 equipos) MLS Next Pro (MLSNP) (29 equipos) |
| División 4    | National Premier Soccer League (NPSL) (92 equipos)                                                                              | USL League Two (USL2) (114 equipos)                                                                                             |
| División 5    | United Premier Soccer League (UPSL) (300+ equipos)                                                                              | NISA Nation (25 equipos) |

### Semi Profesionales
No se definen divisiones o categorías en las ligas semiprofesionales y amateur, el siguiente orden solo clasifica las ligas por impacto. Al igual que en las profesionales, no existen ascensos o descensos.
| División | Ligas Semi Profesionales y Liga Amateur                                                      |
| -------- | -------------------------------------------------------------------------------------------- |
| 6        | United States Adult Soccer Association 55 asociaciones estatales en 4 regiones               |
| 7        | American Soccer League 2019 (ASL 2019)                                                       |
| 8        | Washington Premier League (WPL)                                                              |
| 9        | United States Adult Soccer Association Elite Amateur Leagues 17 Ligas estatales y regionales |

### Universitarias
La National Collegiate Athletic Association (NCAA) es una asociación compuesta por equipos de las diferentes universidades en el país. En la competición, existen ascensos y descensos dentro de la misma.
| Categoría | Niveles Universitarios                                       |
| --------- | ------------------------------------------------------------ |
| 10        | National Collegiate Athletic Association (NCAA Division I)   |
| 11        | National Collegiate Athletic Association (NCAA Division II)  |
| 12        | National Collegiate Athletic Association (NCAA Division III) |

### Cuadro histórico
Muestra las principales competiciones de fútbol en Estados Unidos desde los años 1990.
| Equipos profesionales | Equipos profesionales       | Equipos profesionales | Equipos profesionales | Equipos profesionales | Equipos profesionales |
| Año                   | Total equipos profesionales | Div.1                 | Div.2                 | Div.3                 | No categorizados      |
| Año                   | Total equipos profesionales | MLS                   | APSL                  | USISL PL              | –                     |
| --------------------- | --------------------------- | --------------------- | --------------------- | --------------------- | --------------------- |
| 1994                  | 7                           | –                     | 7                     | -                     |                       |
| 1995                  | 61                          | –                     | 6                     | 55                    |                       |
|                       |                             | MLS                   | APSL/USISL SL         | USISL PL              | –                     |
| 1996                  | 65                          | 10                    | 28                    | 27                    |                       |
|                       |                             | MLS                   | A-League              | USISL D3PL            | –                     |
| 1997                  | 73                          | 10                    | 24                    | 39                    |                       |
| 1998                  | 79                          | 12                    | 28                    | 39                    |                       |
| 1999                  | 68                          | 12                    | 30                    | 26                    |                       |
| 2000                  | 59                          | 12                    | 25                    | 22                    |                       |
| 2001                  | 50                          | 12                    | 21                    | 17                    |                       |
| 2002                  | 46                          | 10                    | 18                    | 18                    |                       |
|                       |                             | MLS                   | A-League              | Pro League            | –                     |
| 2003                  | 42                          | 10                    | 19                    | 13                    |                       |
| 2004                  | 38                          | 10                    | 16                    | 12                    |                       |
|                       |                             | MLS                   | USL-1                 | USL-2                 | MLS Reserve           |
| 2005                  | 33                          | 12                    | 12                    | 9                     | 12                    |
| 2006                  | 33                          | 12                    | 12                    | 9                     | 12                    |
| 2007                  | 35                          | 13                    | 12                    | 10                    | 13                    |
| 2008                  | 35                          | 14                    | 11                    | 10                    | 14                    |
| 2009                  | 35                          | 15                    | 11                    | 9                     |                       |
|                       |                             | MLS                   | USSF D2 Pro           | USL-2                 | –                     |
| 2010                  | 34                          | 16                    | 12                    | 6                     |                       |
|                       |                             | MLS                   | NASL                  | USL                   | MLS Reserve           |
| 2011                  | 38                          | 18                    | 8                     | 12                    | 18                    |
| 2012                  | 38                          | 19                    | 8                     | 11                    | 19                    |
| 2013                  | 40                          | 19                    | 8                     | 13                    | 15                    |
| 2014                  | 43                          | 19                    | 10                    | 14                    | 8                     |
| 2015                  | 55                          | 20                    | 11                    | 24                    |                       |
| 2016                  | 61                          | 20                    | 12                    | 29                    |                       |
|                       |                             | MLS                   | NASL/USL              | –                     | –                     |
| 2017                  | 60                          | 22                    | 38                    |                       |                       |
|                       |                             | MLS                   | USL                   | –                     | –                     |
| 2018                  | 56                          | 23                    | 33                    |                       |                       |
|                       |                             | MLS                   | USLC                  | USL1/NISA             | –                     |
| 2019                  | 77                          | 24                    | 36                    | 17                    |                       |
| 2020                  | 81                          | 26                    | 35                    | 20                    |                       |
| 2021                  | 79                          | 27                    | 31                    | 21                    |                       |
|                       |                             | MLS                   | USLC                  | USL1/MLSNP/NISA       | –                     |
| 2022                  | 97                          | 28                    | 27                    | 42                    |                       |

### Antes de 1994
| Competición                               | Primera temporada | Última temporada |
| ----------------------------------------- | ----------------- | ---------------- |
| American Football Association             | 1884              | 1924             |
| American Cup                              | 1884              | 1924             |
| American League of Professional Football  | 1894              | 1895             |
| National Association Football League      | 1895              | 1921             |
| American Amateur Football Association Cup | 1912              | 1913             |
| American Soccer League                    | 1921              | 1933             |
| American Soccer League (1933-83)          | 1933              | 1983             |
| North American Soccer Football League     | 1946              | 1947             |
| United Soccer Association                 | 1967              | 1967             |
| National Professional Soccer League       | 1967              | 1967             |
| North American Soccer League              | 1968              | 1984             |
| United Soccer League (1984-85)            | 1984              | 1985             |
| Lone Star Soccer Alliance                 | 1987              | 1992             |
| American Soccer League (1988–1989)        | 1988              | 1989             |
| Western Soccer Alliance                   | 1985              | 1990             |

### Entre 1994 a 2017
| Competición                         | Primera temporada | Última temporada |
| ----------------------------------- | ----------------- | ---------------- |
| American Professional Soccer League | 1990              | 1996             |
| USL Second Division                 | 1990              | 2010             |
| A-League                            | 1995              | 2004             |
| USL First Division                  | 2005              | 2009             |
| USSF Division 2 Professional League | 2010              | 2010             |
| Premier League of America           | 2015              | 2017             |
| North American Soccer League (2011) | 2011              | 2017             |

## Femenino
| Categoría | Ligas o divisiones                       | Ligas o divisiones                       | Ligas o divisiones                       | Ligas o divisiones                       | Ligas o divisiones                       | Ligas o divisiones                       | Ligas o divisiones                       |
| --------- | ---------------------------------------- | ---------------------------------------- | ---------------------------------------- | ---------------------------------------- | ---------------------------------------- | ---------------------------------------- | ---------------------------------------- |
| 1         | National Women's Soccer League (NWSL)    | National Women's Soccer League (NWSL)    | USL Super League (USLS) (planeado)       | USL Super League (USLS) (planeado)       |                                          |                                          |                                          |
| 2         | Women's Independent Soccer League (WISL) | Women's Independent Soccer League (WISL) | Women's Independent Soccer League (WISL) | Women's Independent Soccer League (WISL) | Women's Independent Soccer League (WISL) | Women's Independent Soccer League (WISL) | Women's Independent Soccer League (WISL) |

## Fútbol indoor
| Ligas                                        |                                             |
| Major Arena Soccer League (MASL) 12 equipos  | Major Arena Soccer League 2 (M2) 13 equipos |
| Premier Arena Soccer League (PASL) 17 clubes |                                             |